# Xiriirka Kubadda Cagta Soomaaliya
Xiriirka Kubadda Cagta Soomaaliya – piłkarski związek sportowy działający na terenie Somalii.
Związek został założony w 1951. Od 1962 zrzeszony w FIFA, a od 1968 także w CAF. Członek-założyciel CECAFA oraz UAFA.
Obejmuje swoim zasięgiem wszystkie regiony Somalii: Bakool, Banaadir, Bari, Bay, Galguduud, Gedo, Hiiraan, Dżuba Środkowa, Dżuba Dolna, Mudug, Nugaal, Shabeellaha Dhexe i Shabeellaha Hoose. Także i te z nieuznawanego Somalilandu: Awdal, Sanaag, Sool, Togdheer i Woqooy i Galbeed.